# Pseudomaenas intricata
Pseudomaenas intricata är en fjärilsart som beskrevs av Walker 1857. Pseudomaenas intricata ingår i släktet Pseudomaenas och familjen mätare. Inga underarter finns listade.